# Disciphania
Disciphania é um género botânico pertencente à família Menispermaceae.

## Espécies
- Disciphania appendiculata
- Disciphania calocarpa
- Disciphania cardiophylla
- Disciphania clausa
- Disciphania contraversa
- Disciphania convolvulacea
- Disciphania coriacea
- Disciphania cryptobotrya